# Panaria-Gaerne/2000
Deze pagina geeft een overzicht van de Panaria-Gaerne-wielerploeg in 2000.

## Algemene gegevens
Sponsors: Panaria, Gaerne
Algemeen manager: Roberto Reverberi
Ploegleider: Bruno Reverberi, Renato Brugaglia
Fietsmerk: Battaglin

## Renners
| Naam                | Geboortedatum | Nationaliteit | Ploeg 1999          |
| ------------------- | ------------- | ------------- | ------------------- |
| Nicklas Axelsson    | 15-05-1972    | Zweden        | Navigare-Gaerne     |
| Paolo Bertoglio     | 03-08-1978    | Italië        | Neo                 |
| Luca Cei            | 07-05-1975    | Italië        | Navigare-Gaerne     |
| Enrico Degano       | 11-03-1976    | Italië        | Navigare-Gaerne     |
| Volodymyr Doema     | 02-03-1972    | Oekraïne      | Navigare-Gaerne     |
| Gerrit Glomser      | 01-04-1975    | Oostenrijk    | Navigare-Gaerne     |
| Stefano Guerrini    | 31-03-1978    | Italië        | Stagiair            |
| Tom Leaper          | 07-11-1975    | Australië     | Navigare-Gaerne     |
| Serhij Matvjejev    | 29-01-1975    | Oekraïne      | Stagiair            |
| Nathan O'Neill      | 23-11-1974    | Australië     | Navigare-Gaerne     |
| Julio Alberto Pérez | 30-07-1977    | Mexico        | Neo                 |
| Domenico Romano     | 29-09-1975    | Italië        | Riso Scotti-Vinavil |
| Jawhen Senjoesjkin  | 18-04-1977    | Wit-Rusland   | Neo                 |
| Antonio Varriale    | 01-03-1974    | Italië        | Riso Scotti-Vinavil |

## Overwinningen
Ronde van Langkawi
10e etappe: Julio Alberto Pérez
Internationale Wielerweek
3e etappe: Enrico Degano
Ronde van de Abruzzen
2e etappe: Volodymyr Doema
GP Jornal de Noticias
2e etappe: Enrico Degano
Ronde van Oostenrijk
6e etappe: Gerrit Glomser
Ronde van Zweden
6e etappe: Nathan O'Neill
Trofeo Matteotti
Jawhen Senjoesjkin
Trofeo dello Scalatore
Julio Alberto Pérez
2000 · 2001 · 2002 · 2003 · 2004 · 2005 · 2006 · 2007 · 2008 · 2009 · 2010 · 2011 · 2012 · 2013 · 2014 · 2015 · 2016 · 2017 · 2018 · 2019 · 2020 · 2021 · 2022 · 2023 · 2024 · 2025